# 12.ª etapa del Tour de Francia 2018
La 11.ª etapa del Tour de Francia 2018 tuvo lugar el 18 de julio de 2018 entre Albertville y La Rosière sobre un recorrido de 108,5 km y fue ganada por el ciclista británico Geraint Thomas del equipo Sky, quien completa su segunda victoria de etapa en el Tour 2018 y afianza el maillot jaune.

## Clasificación de la etapa
| \| Clasificación de la etapa \| Clasificación de la etapa \| Clasificación de la etapa \| Clasificación de la etapa \| Clasificación de la etapa \| \| Ciclista \| Ciclista \| Equipo \| Tiempo \| \| \| ------------------------- \| ------------------------- \| ------------------------- \| ------------------------- \| ------------------------- \| \| 1.º \| Geraint Thomas \| Team Sky \| 5 h 18 min 37 s \| \| \| 2.º \| Tom Dumoulin \| Team Sunweb \| + 2 s \| \| \| 3.º \| Romain Bardet \| AG2R La Mondiale \| + 3 s \| \| \| 4.º \| Chris Froome \| Team Sky \| + 4 s \| \| \| 5.º \| Mikel Landa \| Movistar Team \| + 7 s \| \| \| 6.º \| Primož Roglič \| LottoNL-Jumbo \| + 13 s \| \| \| 7.º \| Vincenzo Nibali \| Bahrain-Merida \| + 13 s \| \| \| 8.º \| Jakob Fuglsang \| Astana \| + 42 s \| \| \| 9.º \| Nairo Quintana \| Movistar Team \| + 47 s \| \| \| 10.º \| Steven Kruijswijk \| LottoNL-Jumbo \| + 53 s \| \| |                   |                  |                 |
| |                   |                  |                 |
| Fuente: ProCyclingStats |                   |                  |                 |
| Clasificación de la etapa |                   |                  |                 |
| Ciclista | Ciclista          | Equipo           | Tiempo          |
| 1.º | Geraint Thomas    | Team Sky         | 5 h 18 min 37 s |
| 2.º | Tom Dumoulin      | Team Sunweb      | + 2 s           |
| 3.º | Romain Bardet     | AG2R La Mondiale | + 3 s           |
| 4.º | Chris Froome      | Team Sky         | + 4 s           |
| 5.º | Mikel Landa       | Movistar Team    | + 7 s           |
| 6.º | Primož Roglič     | LottoNL-Jumbo    | + 13 s          |
| 7.º | Vincenzo Nibali   | Bahrain-Merida   | + 13 s          |
| 8.º | Jakob Fuglsang    | Astana           | + 42 s          |
| 9.º | Nairo Quintana    | Movistar Team    | + 47 s          |
| 10.º | Steven Kruijswijk | LottoNL-Jumbo    | + 53 s          |

## Clasificaciones al final de la etapa

### Clasificación general(Maillot Jaune)
| \| Clasificación general \| Clasificación general \| Clasificación general \| Clasificación general \| Clasificación general \| \| Ciclista \| Ciclista \| Equipo \| Tiempo \| \| \| --------------------- \| --------------------- \| --------------------- \| --------------------- \| --------------------- \| \| 1.º \| Geraint Thomas \| Team Sky \| 49 h 24 min 43 s \| \| \| 2.º \| Chris Froome \| Team Sky \| + 1 min 39 s \| \| \| 3.º \| Tom Dumoulin \| Team Sunweb \| + 1 min 50 s \| \| \| 4.º \| Vincenzo Nibali \| Bahrain-Merida \| + 2 min 37 s \| \| \| 5.º \| Primož Roglič \| LottoNL-Jumbo \| + 2 min 46 s \| \| \| 6.º \| Romain Bardet \| AG2R La Mondiale \| + 3 min 07 s \| \| \| 7.º \| Mikel Landa \| Movistar Team \| + 3 min 13 s \| \| \| 8.º \| Steven Kruijswijk \| LottoNL-Jumbo \| + 3 min 43 s \| \| \| 9.º \| Nairo Quintana \| Movistar Team \| + 4 min 13 s \| \| \| 10.º \| Daniel Martin \| UAE Team Emirates \| + 5 min 11 s \| \| |                   |                   |                  |
| |                   |                   |                  |
| Fuente: ProCyclingStats |                   |                   |                  |
| Clasificación general |                   |                   |                  |
| Ciclista | Ciclista          | Equipo            | Tiempo           |
| 1.º | Geraint Thomas    | Team Sky          | 49 h 24 min 43 s |
| 2.º | Chris Froome      | Team Sky          | + 1 min 39 s     |
| 3.º | Tom Dumoulin      | Team Sunweb       | + 1 min 50 s     |
| 4.º | Vincenzo Nibali   | Bahrain-Merida    | + 2 min 37 s     |
| 5.º | Primož Roglič     | LottoNL-Jumbo     | + 2 min 46 s     |
| 6.º | Romain Bardet     | AG2R La Mondiale  | + 3 min 07 s     |
| 7.º | Mikel Landa       | Movistar Team     | + 3 min 13 s     |
| 8.º | Steven Kruijswijk | LottoNL-Jumbo     | + 3 min 43 s     |
| 9.º | Nairo Quintana    | Movistar Team     | + 4 min 13 s     |
| 10.º | Daniel Martin     | UAE Team Emirates | + 5 min 11 s     |

### Clasificación por puntos(Maillot Vert)
| Clasificación por puntos | Clasificación por puntos | Clasificación por puntos | Clasificación por puntos | Clasificación por puntos |
| Ciclista                 | Ciclista                 | Equipo                   | Puntos                   |                          |
| ------------------------ | ------------------------ | ------------------------ | ------------------------ | ------------------------ |
| 1.º                      | Peter Sagan              | Bora-Hansgrohe           | 339 pts                  |                          |
| 2.º                      | Alexander Kristoff       | UAE Team Emirates        | 129 pts                  |                          |
| 3.º                      | Arnaud Démare            | Groupama-FDJ             | 106 pts                  |                          |
| 4.º                      | John Degenkolb           | Trek-Segafredo           | 100 pts                  |                          |
| 5.º                      | Andrea Pasqualon         | Wanty-Groupe Gobert      | 82 pts                   |                          |
| 6.º                      | Philippe Gilbert         | Quick-Step Floors        | 78 pts                   |                          |
| 7.º                      | Alejandro Valverde       | Movistar Team            | 70 pts                   |                          |
| 8.º                      | Greg Van Avermaet        | BMC Racing Team          | 69 pts                   |                          |
| 9.º                      | Daniel Martin            | UAE Team Emirates        | 68 pts                   |                          |
| 10.º                     | Julian Alaphilippe       | Quick-Step Floors        | 64 pts                   |                          |

### Clasificación de la montaña(Maillot à Pois Rouges)
| Clasificación de la montaña | Clasificación de la montaña | Clasificación de la montaña | Clasificación de la montaña | Clasificación de la montaña |
| Ciclista                    | Ciclista                    | Equipo                      | Puntos                      |                             |
| --------------------------- | --------------------------- | --------------------------- | --------------------------- | --------------------------- |
| 1.º                         | Julian Alaphilippe          | Quick-Step Floors           | 84 pts                      |                             |
| 2.º                         | Warren Barguil              | Fortuneo-Samsic             | 70 pts                      |                             |
| 3.º                         | Serge Pauwels               | Dimension Data              | 63 pts                      |                             |
| 4.º                         | Geraint Thomas              | Team Sky                    | 30 pts                      |                             |
| 5.º                         | David Gaudu                 | Groupama-FDJ                | 25 pts                      |                             |
| 6.º                         | Pierre Rolland              | EF Education First-Drapac   | 23 pts                      |                             |
| 7.º                         | Tom Dumoulin                | Team Sunweb                 | 23 pts                      |                             |
| 8.º                         | Rudy Molard                 | Groupama-FDJ                | 22 pts                      |                             |
| 9.º                         | Steven Kruijswijk           | LottoNL-Jumbo               | 20 pts                      |                             |
| 10.º                        | Mikel Nieve                 | Mitchelton-Scott            | 19 pts                      |                             |

### Clasificación del mejor joven(Maillot Blanc)
| Clasificación del mejor joven | Clasificación del mejor joven | Clasificación del mejor joven | Clasificación del mejor joven | Clasificación del mejor joven |
| Ciclista                      | Ciclista                      | Equipo                        | Tiempo                        |                               |
| ----------------------------- | ----------------------------- | ----------------------------- | ----------------------------- | ----------------------------- |
| 1.º                           | Pierre Latour                 | AG2R La Mondiale              | 49 h 41 min 24 s              |                               |
| 2.º                           | Guillaume Martin              | Wanty-Groupe Gobert           | + 1 min 58 s                  |                               |
| 3.º                           | Egan Bernal                   | Team Sky                      | + 4 min 41 s                  |                               |
| 4.º                           | David Gaudu                   | Groupama-FDJ                  | + 34 min 57 s                 |                               |
| 5.º                           | Søren Kragh Andersen          | Team Sunweb                   | + 48 min 15 s                 |                               |
| 6.º                           | Daniel Felipe Martínez        | EF Education First-Drapac     | + 53 min 07 s                 |                               |
| 7.º                           | Stefan Küng                   | BMC Racing Team               | + 55 min 16 s                 |                               |
| 8.º                           | Antwan Tolhoek                | LottoNL-Jumbo                 | + 59 min 40 s                 |                               |
| 9.º                           | Magnus Cort                   | Astana                        | + 1 h 12 min 21 s             |                               |
| 10.º                          | Élie Gesbert                  | Fortuneo-Samsic               | + 1 h 17 min 32 s             |                               |

### Clasificación por equipos(Classement par Équipe)
| Clasificación por equipos | Clasificación por equipos | Clasificación por equipos | Clasificación por equipos |
| Equipo                    | Equipo                    | Tiempo                    |                           |
| ------------------------- | ------------------------- | ------------------------- | ------------------------- |
| 1.º                       | Movistar Team             | 133 h 09 min 11 s         |                           |
| 2.º                       | Sky                       | + 1 min 37 s              |                           |
| 3.º                       | Lotto NL-Jumbo            | + 5 min 45 s              |                           |
| 4.º                       | Bahrain-Merida            | + 7 min 59 s              |                           |
| 5.º                       | AG2R La Mondiale          | + 24 min 43 s             |                           |
| 6.º                       | Astana                    | + 28 min 55 s             |                           |
| 7.º                       | Team Sunweb               | + 34 min 55 s             |                           |
| 8.º                       | Mitchelton-Scott          | + 35 min 34 s             |                           |
| 9.º                       | BMC Racing Team           | + 46 min 29 s             |                           |
| 10.º                      | Katusha-Alpecin           | + 53 min 53 s             |                           |

## Abandonos
- Rigoberto Urán, no toma la salida al no recuperarse de una caída durante la 9.ª etapa.[2]
- Tony Gallopin
- Fernando Gaviria
- Rick Zabel
- Dylan Groenewegen
- André Greipel
- Marcel Sieberg
- Dmitriy Gruzdev, descalificado por llegar fuera del límite de tiempo.
- Rein Taaramäe, descalificado por llegar fuera del límite de tiempo.